# Südburg (Ḫattuša)
Koordinaten: 40° 0′ 47,5″ N, 34° 37′ 9,3″ O

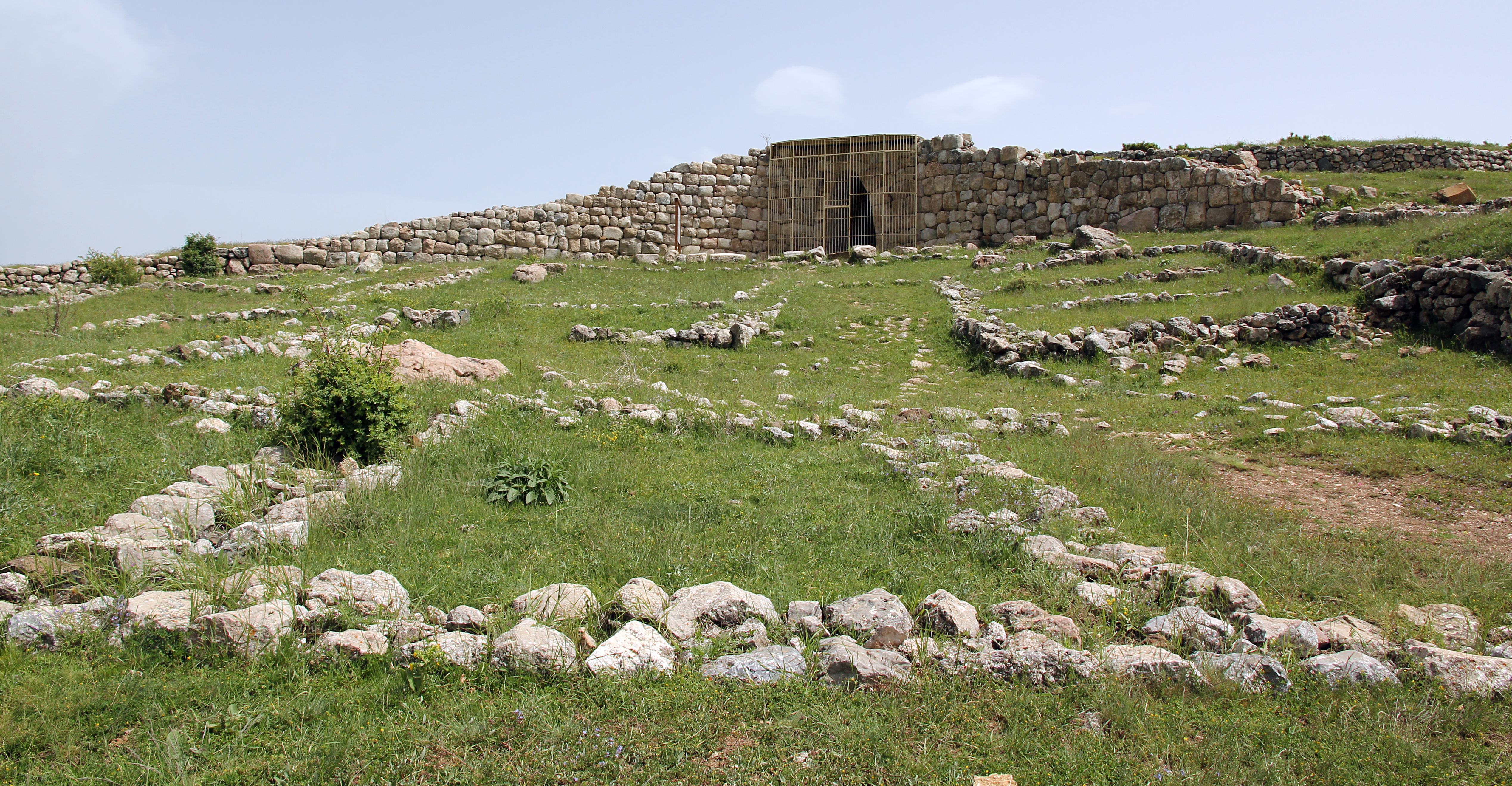
Grundmauern der Südburg, im Hintergrund Eingang zur Hieroglyphenkammer

Als Südburg wird in der Forschung ein Baukomplex in der hethitischen Hauptstadt Ḫattuša bezeichnet. Die dort zuerst gefundenen Mauerreste sind Teile einer phrygischen Befestigungsanlage. Bekannt ist der Fundort jedoch wegen einer darunter ergrabenen Kammer mit einer Inschrift in luwischen Hieroglyphen, die eines der spätesten Dokumente aus der Zeit des hethitischen Großreichs darstellt.

## Lage

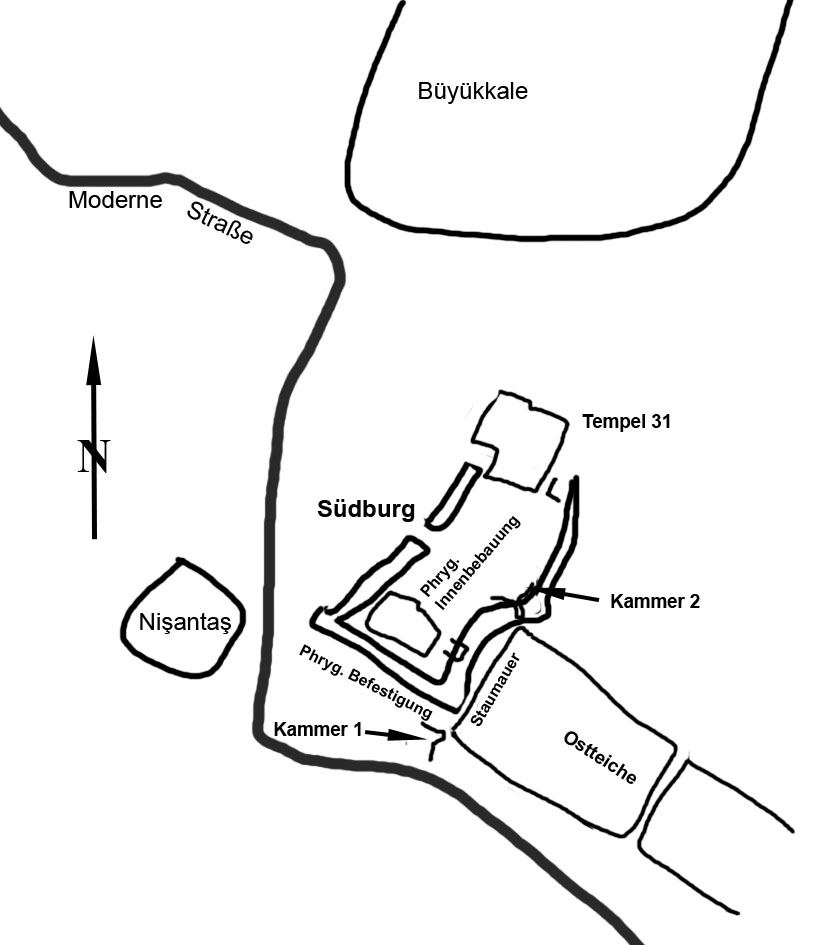
Lageplan

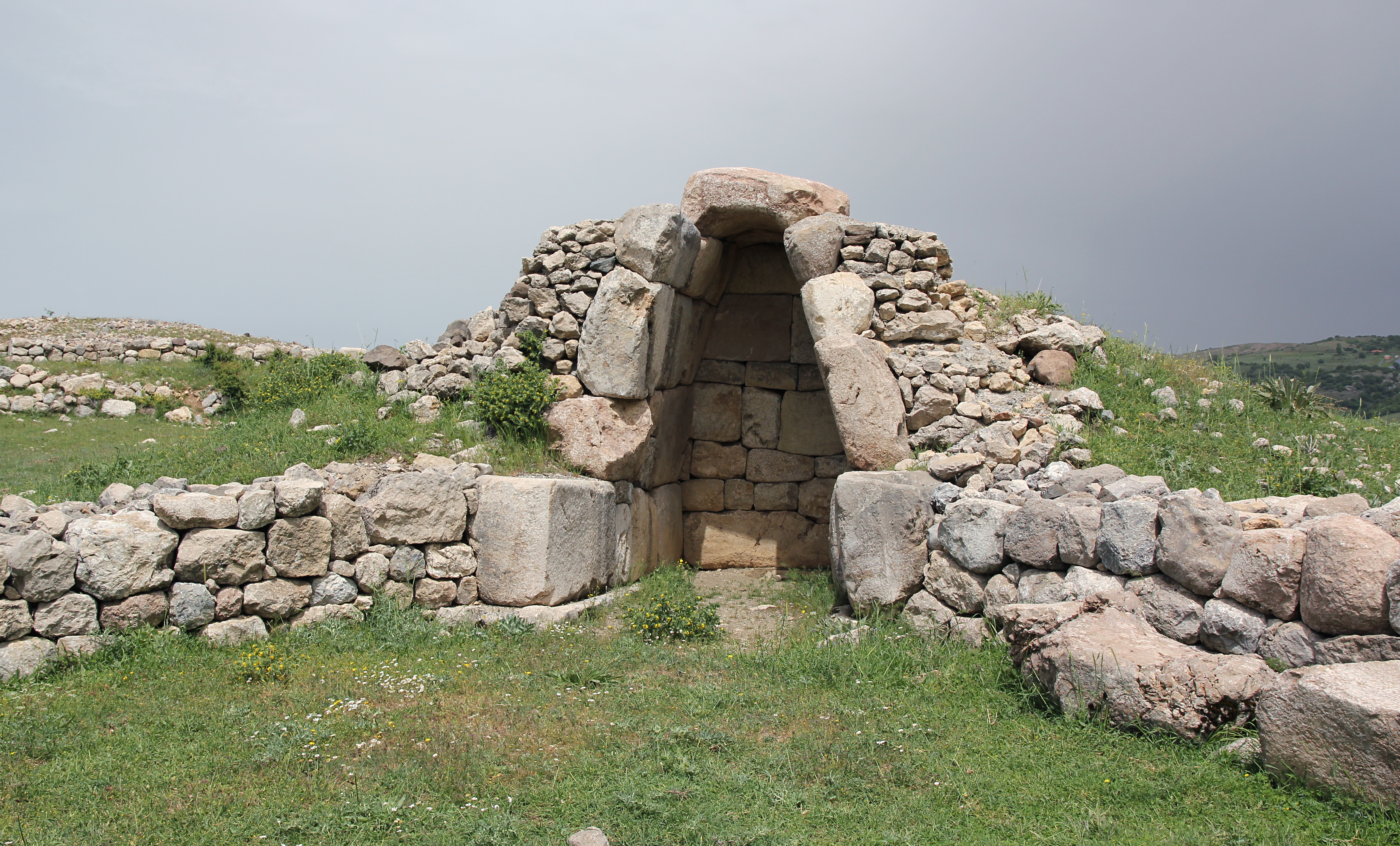
Kammer 1

Die Ausgrabungsstätte von Ḫattuša liegt beim Ort Boğazkale im gleichnamigen Bezirk der zentraltürkischen Provinz Çorum. Der Komplex der Südburg befindet sich im Osten des Stadtgeländes, südlich von der Königsburg Büyükkale.
Südöstlich davon liegen die beiden Ostteiche, die zusammen mit den Südteichen der Wasserversorgung der Stadt dienten, aber auch kultische Bedeutung hatten. Im Westen führt heute die vom Königstor kommende Fahrstraße vorbei, über die man das Gelände besichtigen kann. Auf der gegenüberliegenden Straßenseite liegt der Felsen Nişantepe mit der Nişantaş genannten Felsinschrift des Šuppiluliuma II., des letzten bekannten Großkönigs des Hethiterreiches.

## Phrygische Burg
Die Anlage der Südburg hat annähernd die Form eines langgestreckten Rechtecks, das Maße von etwa 90 × 170 Metern hat und von Südwesten nach Nordosten ausgerichtet ist. Von den Außenmauern sind lediglich Fundamente erhalten, die eine Stärke von bis zu vier Metern haben. Auf diesen Sockeln aus Bruchsteinen waren die eisenzeitlichen (phrygischen) Befestigungsmauern mit Türmen und Zinnen, ebenso wie die hethitischen Gebäude, aus Holzfachwerk und Lehmziegeln aufgemauert. Im Innenbereich der Burganlage sind Grundmauern von unterschiedlichen Gebäuden – Wohnhäuser, Werkstätten und Lagerräume – erhalten. Im Nordwesten befand sich vermutlich das einzige Tor der Burg, durch das man das Gelände heute noch betritt.

## Hethitische Kultanlage
Bei den Ausgrabungen des Deutschen Archäologischen Instituts in Ḫattuša unter Peter Neve kamen zwischen 1988 und 1992 Teile einer kultischen Anlage zum Vorschein, die mit den östlich gelegenen Teichen in Zusammenhang stand.

### Überblick
Nachdem zunächst angenommen wurde, dass die Teiche von Quellen im höhergelegenen Gelände gespeist wurden, stellten Andreas Schachner und Hartmut Wittenberg in den 2010er Jahren in einer Untersuchung fest, dass das einerseits technische Probleme bedeutet hätte und wohl auch nicht ausreichend gewesen wäre. Sie gehen stattdessen von einer Füllung durch Einsickern aus Grundwasserhorizonten aus, die von den hethitischen Ingenieuren angeschnitten wurden. Die Teiche dienten zum einen der Wasserversorgung der Stadt, zum anderen hatten sie eine im Folgenden beschriebene kultische Funktion.
Der an die Südburg anschließende Teich hatte eine Fläche von etwa 6000 m². An der Nordwestseite war ein etwa 30 Meter breiter Staudamm vorgelagert, auf dessen spärlichen Resten später die phrygische Befestigungsmauer aufgebaut wurde. Mittig westlich des Staudamms, in der Achse des Teiches, gab es eine vier mal fünf Meter große Anlage unbestimmter Funktion, von der nur noch die untere Steinreihe vorhanden ist.
An den Ecken des Teichs waren zwei Kammern mit einem parabolischen Gewölbe aus sauber gearbeiteten Kalksteinblöcken errichtet, die sich nach innen verjüngten. Kammer 1 ist auf die westliche Ecke des Teichs ausgerichtet, Kammer 2 auf die Nordecke. Von beiden Kammern waren Teile in situ unter der phrygischen Burgmauer erhalten, einzelne Steine waren in der Mauer als Spolien verbaut, sodass sie nach der Freilegung nicht nur zeichnerisch, sondern auch baulich rekonstruiert werden konnten. Gleiches gilt für die beidseitige Stützmauer von Kammer 2 sowie für Teile derselben bei Kammer 1. Die beiden Kammern gelten als die ältesten bekannten Steingewölbebauten im alten Orient.
Votivgefäße, die auf dem Grund des Teiches zahlreich gefunden wurden, die beiden Gewölbekammern und ein Tempel belegen eindeutig den kultischen Charakter des Gesamtkomplexes. In der englischsprachigen Fachliteratur wird er als Sacred Pool Complex bezeichnet.

### Hieroglyphenkammer
Während Kammer 1 ungeschmückt ist, weist Kammer 2 zwei Reliefs und eine Inschrift in luwischen Hieroglyphen auf. Da die Werke bis zu ihrer Entdeckung unter den Resten der Befestigung vergraben waren, sind sowohl die Reliefs als auch die Inschrift sehr gut erhalten.

#### Reliefs

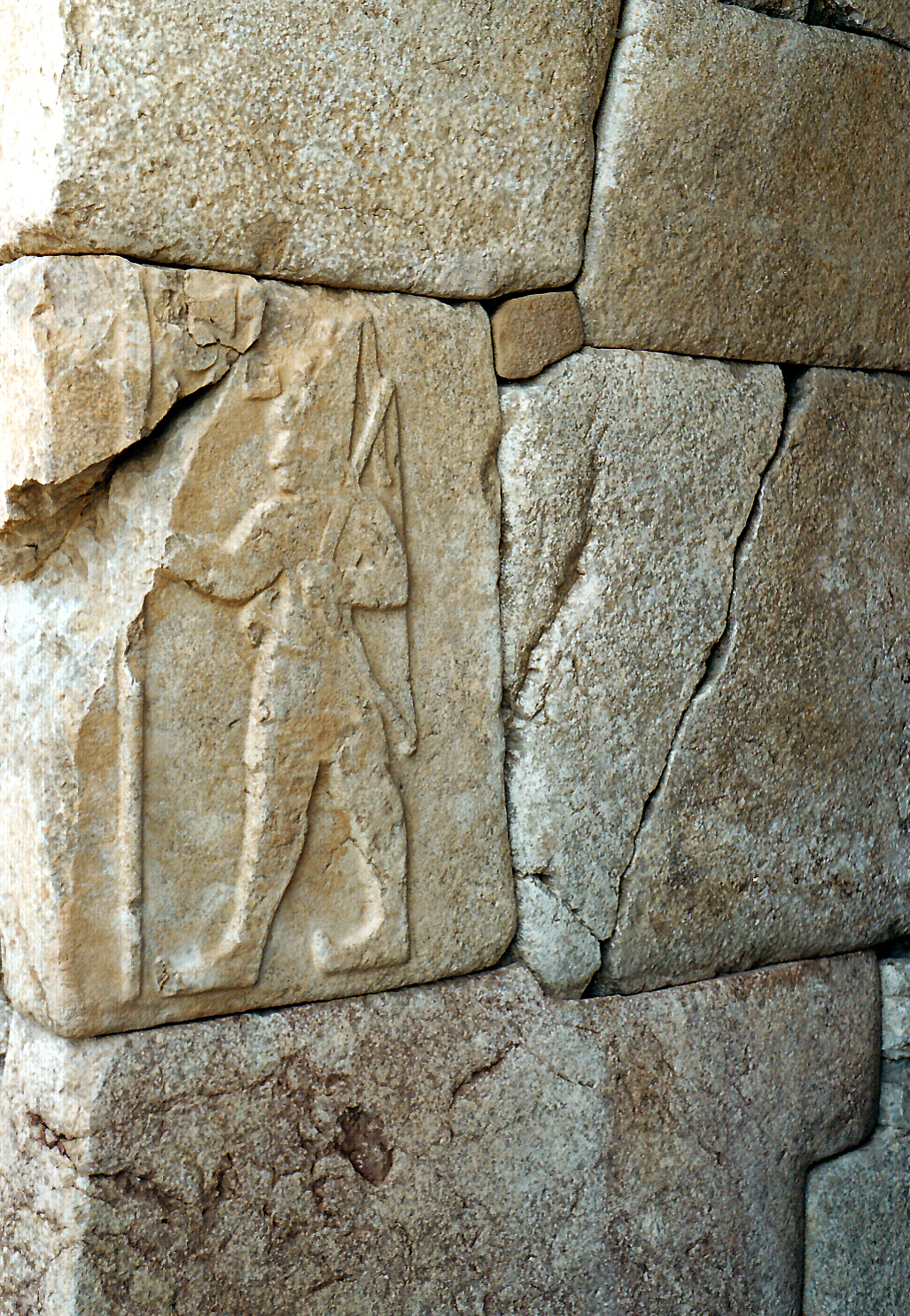
Kammer 2, Šuppiluliuma II.

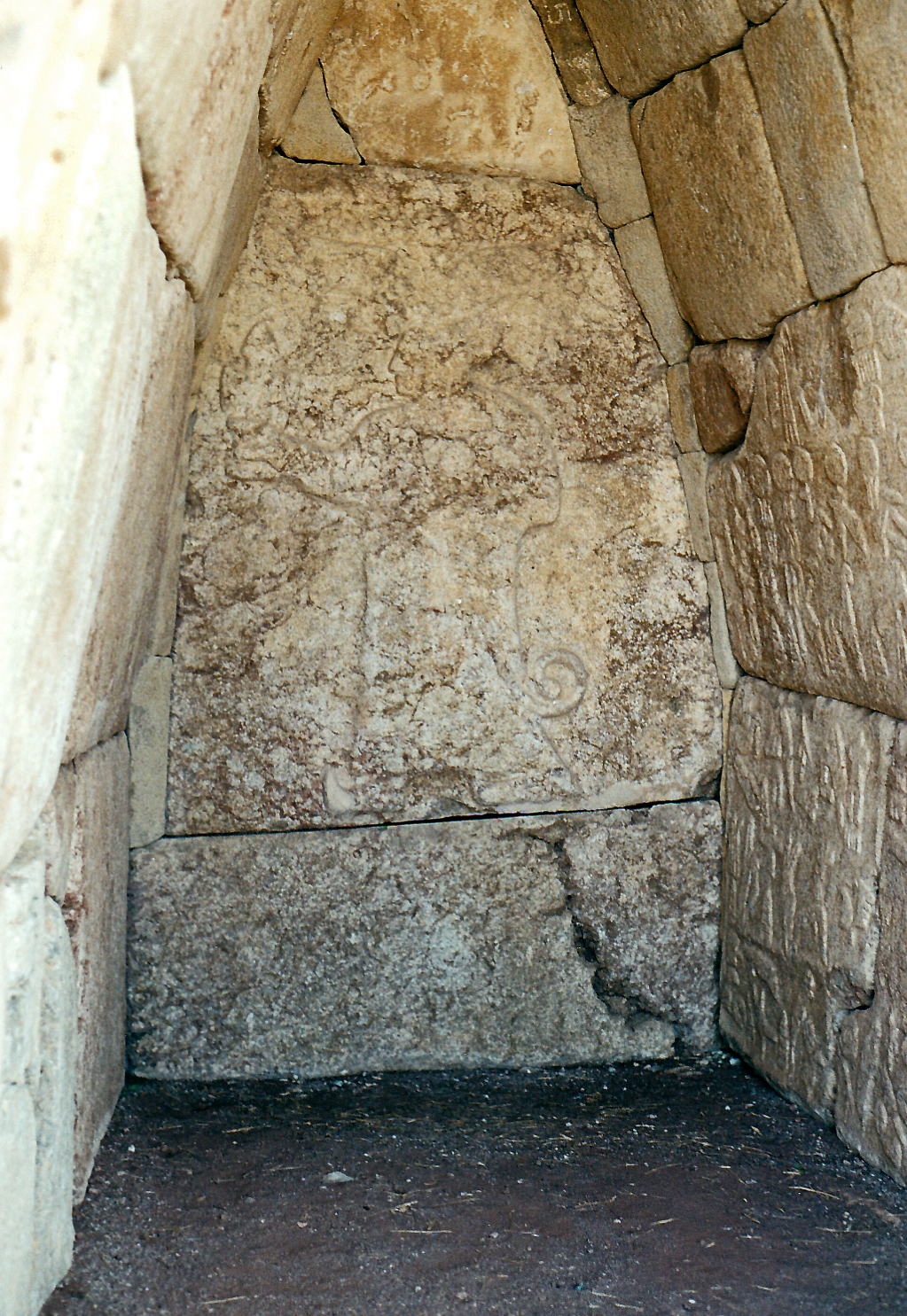
Sonnengott

Auf der linken, östlichen Seite ist direkt am Eingang in Sichthöhe das Abbild eines Kriegers in die Mauer integriert. Der Steinblock war in der eisenzeitlichen Mauer verbaut und konnte wieder an seinem Ursprungsplatz eingesetzt werden. Die antik abgebrochene linke obere Ecke konnte ebenfalls wieder passend angesetzt werden. Wie einige Reliefs der hethitischen Großreichszeit – zum Beispiel das Felsrelief von Fıraktın – ist dieses nur in Umrissen ausgeführt und wurde möglicherweise nicht vollendet. Die Ausführung ist nicht mit der meisterlichen Handwerkskunst beispielsweise der Figur am Königstor zu vergleichen. Die Figur schreitet nach links und blickt somit den Besucher des Heiligtums an. Die bartlose Gestalt trägt auf dem Kopf eine Spitzmütze mit drei Hörnern. Die Bekleidung des Oberkörpers ist wegen der fehlenden Ausarbeitung nicht erkennbar, darunter trägt er den kurzen Rock des Kriegers und an den Füßen Schuhe mit hochgebogenen Spitzen. Er hält in der linken Hand einen über der Schulter getragenen Bogen, in der rechten einen Speer. Diese Kleidung und Ausrüstung taucht häufig bei Felsreliefs des hethitischen Reiches auf, darunter Hatip, Hemite, Karabel und Hanyeri. Sie werden meist durch Beischriften benannt, auch hier finden sich links oben zwischen Speer und Kopf die Zeichen für Šuppiluliuma. Es liegt nahe, dass hier Šuppiluliuma II., vom Ende des 13. bis zum Anfang des 12. Jahrhunderts v. Chr. der letzte Großkönig des Reiches, dargestellt ist, dessen Taten in der Inschrift der anderen Kammerseite beschrieben sind. Da der König mit der Hörnerkrone als Zeichen der Göttlichkeit ausgestattet ist, was in der hethitischen Ikonografie meist auf verstorbene Herrscher hinweist, hält der britische Hethitologe John David Hawkins es auch für möglich, dass Šuppiluliumas Vorfahr Šuppiluliuma I. mit dem Bild geehrt werden sollte.
Auf der Rückwand der etwa vier Meter tiefen Kammer ist eine nach links schreitende Figur in einem langen Mantel abgebildet. Auch dieses Relief ist sehr flach gearbeitet. In der linken Hand hält der Dargestellte einen gebogenen Stab, den Neve als Lituus interpretiert. Die rechte, nach vorn gestreckte Hand hält einen kreuzförmigen Gegenstand, der an das altägyptische Ankh-Zeichen erinnert. Die doppelte Flügelsonne, mit der die Gestalt bekrönt ist, weist ihn als Sonnengott aus, ähnlich dem Relief 34 aus dem nahe gelegenen Heiligtum Yazılıkaya. Vor der Rückwand wurde eine rechteckige, etwa 50 Zentimeter tiefe Grube gefunden, von der aus ein in den anstehenden Felsen eingeschnittener Graben unter dem Teichniveau parallel zur Nordseite des Teiches nach Osten verläuft. Die Funktion der Grube und des Grabens konnten noch nicht geklärt werden.

#### Inschrift

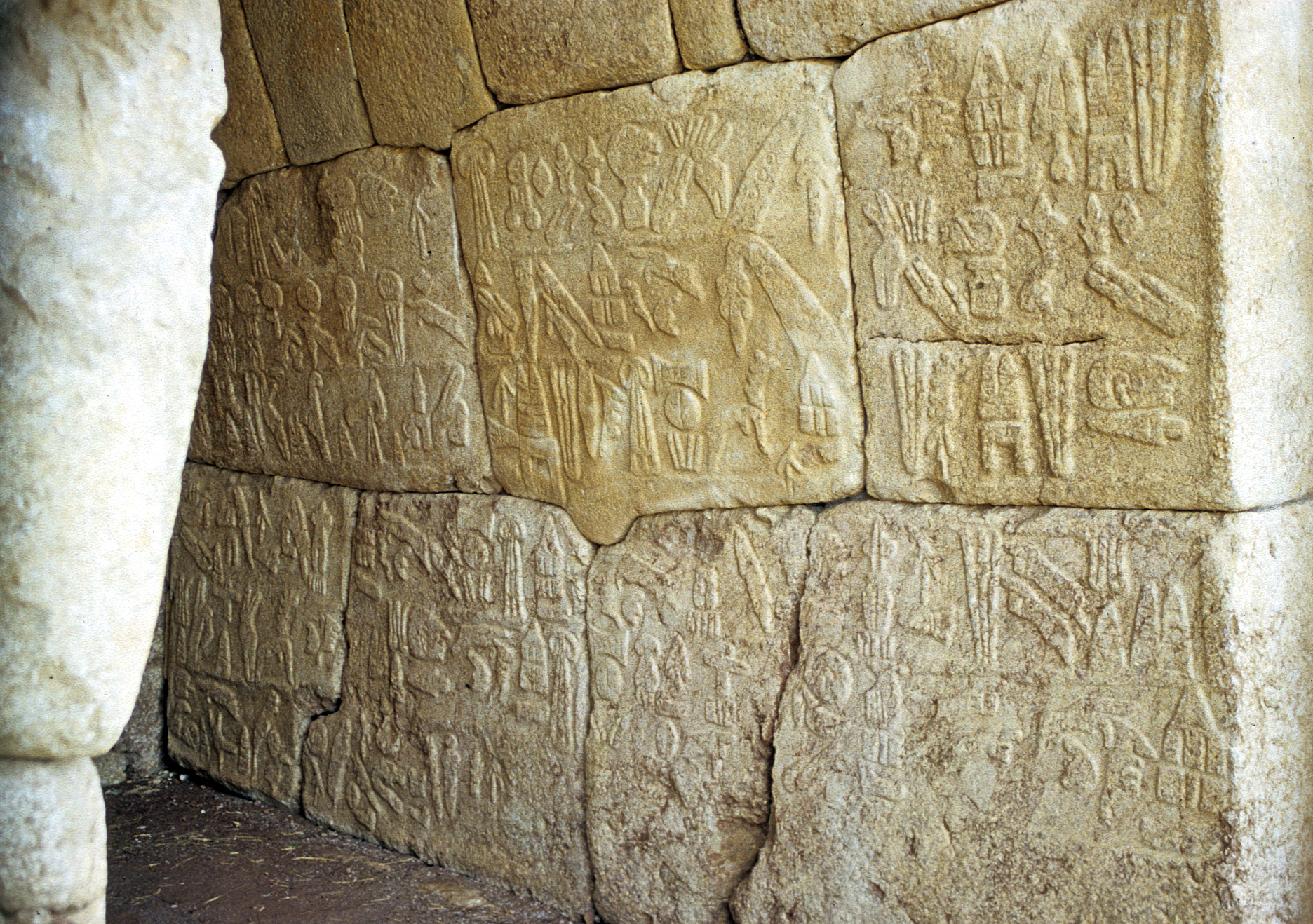
Inschrift

Auf der rechten, westlichen Wand der Kammer ist auf sechs Blöcken als erhabenes Relief die Inschrift eingemeißelt. Sie besteht aus sechs Zeilen und verläuft bustrophedon von rechts oben nach rechts unten, wobei die letzte Zeile nur etwa die halbe Länge hat. Die Art der Inschrift weist verschiedene Besonderheiten auf, die eine Lesung trotz des hervorragenden Erhaltungszustandes erschweren. Dazu gehören ein sehr logographischer Charakter, das Fehlen von Endungen bei Substantiven wie bei Verben sowie die nicht vorhandenen Zeilen- und Worttrenner. John David Hawkins, der die Inschrift im Jahr 1995 publizierte, sieht dies als stark archaisierenden Stil.
Nach Hawkins’ Übersetzung beschreibt der Autor, der als Šuppiluliuma, Großkönig, Held bezeichnet wird, verschiedene Feldzüge. Mit Hilfe der Sonnengöttin von Arinna, des Wettergottes von Hatti, des Wettergottes der Armee, des Schwertgottes sowie von Sauska und verschiedenen anderen Göttern unterwarf er dabei die Länder Wiyanawanda, Tamina, Masa, Luka und Ikuna. All diese Gebiete sind im Westen und Südwesten Anatoliens an den Grenzen des Reiches zu verorten. Weiterhin gründete er eine Anzahl von Städten, wovon nur die Namen Tihihasa und Tarahna zu entziffern sind. Danach ist von einem Berg, von der Unterwerfung Tarḫuntaššas und von weiteren Stadtgründungen die Rede sowie von dort dargebrachten Opfern. Im abschließenden Satz berichtet er, dass er hier in diesem Jahr einen göttlichen Erde-Weg geschaffen habe. Diese Bezeichnung, in Hieroglyphen DEUS.VIA+TERRA, entspricht exakt dem bekannten Keilschriftausdruck DINGIR.KASKAL.KUR, mit dem unter anderem Dolinen, natürliche Tunnel, Höhlen bei Quellen oder Stellen, an denen Wasserläufe in der Erde verschwinden, beschrieben werden, also Orte, die als Eingang in die Unterwelt betrachtet werden. Somit liegt nahe, dass Šuppiluliuma hier zu Kultzwecken einen symbolischen Eingang in die Unterwelt errichten wollte.

### Tempel
Auf dem Vorplatz von Kammer 2, im nördlichen Teil der phrygischen Südburg, sind Reste von zwei Gebäuden ans Tageslicht gekommen. Während von dem östlichen nur eine Ecke in den Grundmauern erhalten war, lässt das westliche noch deutlich den typischen Grundriss eines Tempels mit Innenhof, Vorhalle und Hauptraum erkennen. Er wurde in Weiterführung der Zahlenfolge in Ḫattuša als Tempel 31 bezeichnet.